# Gallirallus calayanensis
Gallirallus calayanensis е вид птица от семейство Rallidae. Видът е световно застрашен, със статут Уязвим.

## Разпространение
Видът е разпространен във Филипините.